# アラスカ軍
アラスカ軍（アラスカぐん Alaskan Command、ALCOM）は、アラスカ州及びその周辺の作戦を担当するアメリカ北方軍（USNORTHCOM）指揮下の副統合軍である。アラスカ軍は、アメリカ北方軍の指示に従い、航空優勢の維持、世界的な不測の事態に備えた部隊の配備、緊急事態における連邦政府及び州当局への支援の提供、戦闘部隊の迅速な展開のための共同訓練を実施している。アラスカ軍には16,000人以上のアメリカ軍兵士と、3,700人の州兵及び予備役が所属している。近年のアラスカにおけるミサイル防衛戦略は、GBIを使用し、アラスカ軍、北アメリカ航空宇宙防衛司令部（NORAD）、第11空軍を支援するものとなっている。
アラスカ軍はアンカレッジ近郊のエルメンドルフ・リチャードソン統合基地に司令部を置き、以下の部隊から構成されている。
- 第11空軍、司令部：エルメンドルフ空軍基地
- 第11空挺師団、司令部：フォート・リチャードソン
- 在アラスカ米海軍、司令部：ジュノー

またアラスカ軍は、エルメンドルフ・リチャードソン統合基地の一部であるキャンプ・デナリに司令部を置くアラスカ州兵とも緊密な協力関係を維持し、訓練を続けている。

## 歴史
アラスカ軍は、1947年1月1日に統合参謀本部議長指揮下の統合軍として設置された。アラスカ軍は、第二次世界大戦における教訓に基づいて設置されたものであり、当時、指揮官の統一性の欠如により、指揮系統が混乱し、アリューシャン列島西部のアッツ島とキスカ島から日本軍を排除する作戦に支障をきたした（アリューシャン方面の戦い）。
アラスカ軍は設立以来、アラスカ州及びその周辺海域の防衛と、災害時の人道支援を担当してきた（アラスカ地震）。第11空軍、在アラスカ米陸軍、在アラスカ米海軍はアラスカ軍設立当時からの所属部隊であり、在アラスカ米陸軍は2022年6月6日に第11空挺師団に改編された。
ジェラルド・R・フォード大統領とジェームズ・R・シュレシンジャー国防長官によるベトナム戦争後の軍縮の一環として1971年にアラスカ海軍区が廃止された。その後、アリューシャン列島の防衛は、アメリカ太平洋軍の任務となり、海軍と陸軍、空軍の間の指揮系統の統一性が欠如した。1974年に在アラスカ米陸軍が、1965年にアラスカ軍自体が解散した。
アラスカ防衛の統合司令部としてアラスカ統合任務部隊が設置されたが、これは統合参謀本部議長によって戦争や災害が発生した場合に活動する非常設組織にしかすぎなかった。
1989年10月1日、アメリカ太平洋軍の副統合軍としてアラスカ軍が再編制され、アラスカ防衛と駐留する全部隊の指揮を担当したことにより、指揮系統の分離問題は解消した。この新たなアラスカ軍は、全部隊をアラスカ州に置き、かつ1人の司令官の指揮下に置いた。アラスカ軍の部隊は、通常はアラスカ軍の指揮下で行動するが、災害救援や合衆国本土防衛/安全保障事案の際はアメリカ北方軍アラスカ統合任務部隊（2002年再編制）の指揮を受ける。
2014年10月に、アラスカ軍は、太平洋軍から北方軍へと移され、アラスカ統合任務部隊は吸収統合された。

## 編制

### 第11空軍（Eleventh Air Force）
第11空軍（11AF）は、アラスカの航空優勢を維持し、アラスカに置かれる地上部隊の航空支援を担当することにより、アメリカの国家主権を維持し、海外におけるアメリカの国益を保護することを任務とする。そのために、常に司令官の指揮下で戦闘準備を整えている。第11空軍最大の部隊はエルメンドルフ空軍基地の第3航空団とフェアバンクス近郊にあるアイエルソン空軍基地の第354戦闘航空団である。
第3航空団は、アラスカの防空と航空優勢の維持を任務として、アメリカインド太平洋軍の管轄区域においても、緊急時には太平洋空軍を支援する。そのため第3航空団には制空戦闘機としてF-22ラプターが配備されている。F-22ラプターは、北アメリカ航空宇宙防衛司令部が発する防空警報によるスクランブルのために、24時間365日、常に出動可能の状態にある。第354戦闘航空団には、F-16ファイティング・ファルコンが配備され、在アラスカ米陸軍と太平洋空軍の機動性を確保するための近接航空支援任務及び戦場航空阻止任務についている。
アラスカにおける空輸能力は、エルメンドルフ空軍基地の第517空輸飛行隊がC-17 グローブマスターIIIとC-12 ヒューロンにより担っている。また第962空挺航空管制飛行隊はE-3 セントリーにより、アラスカの空域に侵入した航空機を識別し、友軍の戦闘機に対して迎撃を指示する。更に戦闘中に、空中航空管制を提供することにより地上のレーダーシステムを増強している。
第11空軍は、シェミア島はアレクソン空軍基地のほか、アラスカ全土に18個のレーダーサイトを設置し、ネットワークを駆逐している。このネットワークシステムは、エルメンドルフ空軍基地の太平洋地域支援センター（PRSC）により運用されている。
アラスカ州兵の空軍州兵も動員された時は、太平洋空軍とアラスカ軍に編入される。アラスカ空軍州兵は、KC-135 ストラトタンカー（第168空中給油航空団）、C-130 ハーキュリーズ、航空救助ヘリコプターHH-60 ペイブ・ホーク（第176航空団）を配備している。

### 在アラスカ米陸軍（United States Army Alaska）
在アラスカ米陸軍（USARAK）は、ハワイ州のフォート・シャフターに位置する太平洋陸軍傘下の部隊。在アラスカ米陸軍は、アメリカインド太平洋軍の目標を達成し、アメリカの国益を支援するために、太平洋地域及び他の地域に迅速に展開できるように準備されている。
在アラスカ米陸軍は、2個旅団戦闘団、航空任務部隊、駐屯地、テナント組織、下士官学校、予備役部隊を指揮している。旅団戦闘団は、フォート・ウェインライトの第25歩兵師団第1ストライカー旅団戦闘団とフォート・リチャードソンの第25歩兵師団第4空挺旅団戦闘団である。在アラスカ米陸軍航空任務部隊はフォート・ウェインライトに所在している。
テナント組織は、在アラスカ米陸軍の各駐屯地に設置されており、陸軍衛生局アラスカ支局、陸軍歯科コマンドアラスカ支局、通信大隊、土地管理局が置かれている。州内各地にある予備役部隊とアラスカ陸軍州兵には、州兵地域支援群（RSG）、航空大隊、第411工兵大隊の予備役工兵中隊（大隊本部はハワイ州 ）と陸軍予備役病院が含まれている。
なお、2022年夏に在アラスカ米陸軍は、第11空挺師団に再編される 。

### 在アラスカ米海軍（U.S. Naval Forces Alaska）
アラスカ州には主要な海軍基地はない。在アラスカ米海軍司令官は、アメリカ沿岸警備隊第17管区司令官が兼任しており、アラスカ州における平時と戦時の両方の海軍任務を遂行している。平時には、捜索救助、領海における法執行、海上航行システムの整備、海上における安全確保を遂行している。在アラスカ米海軍には、第19任務部隊が編制されている。
沿岸警備隊第17管区は、ピーターズバーグ、セントポール島、ケチカン、ジュノー、ホーマー、スワード、アンカレッジ、キナイ、トック、バルディーズ、ノームの各基地と、コディアック、沿岸警備隊シトカ航空基地、コードバの3つの飛行場に部隊を駐屯させている。管区は、小型の巡視艇や中型のカッターを含む多種多様な船舶を配備している。
戦時中になると、沿岸警備隊第17管区は、アラスカ州の33,000マイル（53,000km）に及ぶ海岸線の防衛を担当する。
予算削減と冷戦終結により、1997年3月にアダック海軍航空基地が閉鎖された。基地の廃止に先立ち、アダックの任務は、対潜水艦の航空作戦から、通過する航空機や船舶の航行支援に移行した。現在、島の人口は、軍人と家族を合わせた約5,000人のピーク時から、単身赴任者のみの約500人に減少した。